# رونالد زيهرفيلد
رونالد زيهرفيلد (بالألمانية: Ronald Zehrfeld)‏ (و. 1977 – م) هو ممثل من ألمانيا . ولد في برلين.

## روابط خارجية
- رونالد زيهرفيلد على موقع IMDb (الإنجليزية)
- رونالد زيهرفيلد على موقع مونزينجر (الألمانية)
- رونالد زيهرفيلد على موقع قاعدة بيانات الأفلام العربية
- رونالد زيهرفيلد على موقع ألو سيني (الفرنسية)
- رونالد زيهرفيلد على موقع ميوزك برينز (الإنجليزية)
- رونالد زيهرفيلد على موقع تيرنر كلاسيك موفيز (الإنجليزية)
- رونالد زيهرفيلد على موقع أول موفي (الإنجليزية)
- رونالد زيهرفيلد على موقع قاعدة بيانات الأفلام السويدية (السويدية)
- رونالد زيهرفيلد على موقع ديسكوغز (الإنجليزية)
- رونالد زيهرفيلد على موقع قاعدة بيانات الفيلم (الإنجليزية)